# Sven Nilsson (allmogemålare)
För bonadsmålaren Sven i Betlehem se Sven Nilsson
Sven Nilsson, född 30 november 1800 i Hofmansbygd, Ringamåla socken, Blekinge, död 6 maj 1861 i Härnäs i Ringamåla, var en svensk bonadsmålare. 
Han var son till torparen Nils Jonasson och Kiersti Håkansdotter och från 1830 gift med Inga Persdotter. Nilsson flyttade till torpet Härnäs på 1820-talet. Hans målningar brukar hänföras till Allbo-Kinnevaldskolan. Men Nilssons arbeten skiljer sig i att de är utförda i en mer elegant och graciösare stil mot skolans tungt ornamenterade stil. Hans produktion var mycket liten och blott några få målningar är kända. Nilsson är representerad vid Nordiska museet i Stockholm. 